# Gant (Zermatt)
Gant ist eine Seilbahnstation am unteren Ende des Findelgletschers im Kanton Wallis in der Schweiz. Es liegt auf 2223 m ü. d. M. drei Kilometer östlich von Zermatt am Findelbach, welcher dem gleichnamigen Gletscher entspringt. Gant ist ein bedeutender Ort zum Skifahren und Ausgangspunkt für Alpin- und Gletscherwanderungen. In Gant befinden sich die Talstationen der Sesselbahn nach Blauherd sowie der Pendelbahn nach Hohtälli. Vor dem Bau der Pendelbahn nach Hohtälli führte ein Skilift in Richtung des Skigebiets Gornergrat / Stockhorn. Die kuppelbare 6er-Sesselbahn ersetzt seit 2016 die alte Gondelbahn aus den 70er-Jahren. Die Station Gant ist nur während der Wintersaison besetzt,  sonst ist sie ausser Betrieb.
Koordinaten: 46° 0′ 31″ N, 7° 47′ 18″ O; CH1903: 627087 / 95289